# Хенсфорд Таун
Футбольный клуб «Хенсфорд Таун» (англ. Hednesford Town Football Club) — английский футбольный клуб из городка Хенсфорд, Стаффордшир. Образован в 1880 году. Домашние матчи проводит на стадионе «Киз Парк». Победив в плей-офф Северной Премьер-Лиги в сезоне 2012/13, пробился в Северную Конференцию, шестой по значимости футбольной турнир Англии.

## Достижения
- Трофей Футбольной ассоциации: 2003/2004